# Damnatz
Damnatz är en kommun och ort i Landkreis Lüchow-Dannenberg i förbundslandet Niedersachsen i Tyskland.
Kommunen ingår i kommunalförbundet Samtgemeinde Elbtalaue tillsammans med ytterligare nio kommuner.